# Jean-Marie Rodon
Pour les articles homonymes, voir Rodon.
Jean-Marie Rodon, né le 28 août 1938 à Grenoble et mort le 11 mars 2016 à Paris 6e,, est un exploitant de salles de cinéma et un distributeur de films français, cofondateur des « Cinémas Action ».

## Biographie
Diplômé en science politique, Jean-Marie Rodon commence sa carrière en tant que directeur d'une banque puis d'une compagnie d'assurances où il rencontre Jean-Max Causse.
Ensemble, ils achètent une salle de cinéma située rue Buffault s'appelant « Action Lafayette » fin 1966. De nombreux films américains y sont programmés, car la Cinémathèque française délaisse le cinéma venant d'Hollywood.
À la fin des années 1970, Jean-Marie Rodon qui s'occupe de la gestion et Jean-Max Causse de la programmation, acquièrent le cinéma « Le République » situé rue du Faubourg-du-Temple, et créent une société de distribution « Théâtre du Temple ». 
Après diverses ventes et fermetures des « cinémas Action », ils s'installent définitivement dans le quartier latin où ils font découvrir ou redécouvrir des classiques du cinéma hollywoodien. Leur plus gros succès sera le film le Rendez-vous d'Ernst Lubitsch qui restera un an à l'affiche et réunira 150 000 spectateurs.
Les « Cinemas Action » ont également la particularité de diffuser les films de jeunes cinéastes comme Jim Jarmusch, Serge Bozon, Damien Odoul ou Gaspar Noé,. 
Alors que Jean-Max Causse s'essaye à la réalisation de films, le tandem se sépare en 2004 ; Jean-Marie Rodon continue d'exploiter les salles des « Cinemas Action » restantes, avant de les céder progressivement. 
Il meurt le 11 mars 2016 à Paris à l'âge de 77 ans, des suites d’une longue maladie.